# Leucaloa
Leucaloa este un gen de insecte lepidoptere din familia Arctiidae.

Cladograma conform Catalogue of Life:
| Leucaloa | \| \| Leucaloa engraphica \| \| \| \| \| \| Leucaloa eugraphica \| \| \| \| \| \| Leucaloa nudistriga \| \| \| \| \| \| Leucaloa undistriga \| \| \| \| |
|          | \| \| Leucaloa engraphica \| \| \| \| \| \| Leucaloa eugraphica \| \| \| \| \| \| Leucaloa nudistriga \| \| \| \| \| \| Leucaloa undistriga \| \| \| \| |
|          | Leucaloa engraphica |
|          | |
|          | Leucaloa eugraphica |
|          | |
|          | Leucaloa nudistriga |
|          | |
|          | Leucaloa undistriga |
|          | |